# Callidora albovincta
Callidora albovincta là một loài tò vò trong họ Ichneumonidae.